# یوری لیتویف
یوری لیتویف (روسی: Юрий Николаевич Литуев؛ ۱۱ آوریل ۱۹۲۵ – ۳ فوریهٔ ۲۰۰۰) ورزشکار دو و میدانی اهل اتحاد جماهیر شوروی سوسیالیستی بود.